# یتندن
یتندن (به انگلیسی: Yattendon) یک روستا و محله مدنی در بریتانیا است که در West Berkshire واقع شده‌است. یتندن ۰٫۶۳ کیلومتر مربع مساحت و ۳۶۹ نفر جمعیت دارد.